# Кубок Уельсу з футболу 2012—2013
Кубок Уельсу з футболу 2012–2013 — 126-й розіграш кубкового футбольного турніру в Уельсі. Титул вперше здобув клуб Престатін Таун.

## Календар
| Раунд                        | Дата                         | Матчі | Клуби     |
| ---------------------------- | ---------------------------- | ----- | --------- |
| Перший кваліфікаційний раунд | 18 серпня 2012               | 42    | 182 → 140 |
| Другий кваліфікаційний раунд | 8 вересня 2012               | 48    | 140 → 92  |
| Перший раунд                 | 5-20 жовтня 2012             | 40    | 92 → 52   |
| Другий раунд                 | 9-17 листопада 2012          | 20    | 52 → 32   |
| 1/16 фіналу                  | 8 грудня 2012 - 5 січня 2013 | 16    | 32 → 16   |
| 1/8 фіналу                   | 26 січня - 5 лютого 2013     | 8     | 16 → 8    |
| 1/4 фіналу                   | 1-2 березня 2013             | 4     | 8 → 4     |
| 1/2 фіналу                   | 6 квітня 2013                | 2     | 4 → 2     |
| Фінал                        | 6 травня 2013                | 1     | 2 → 1     |

## 1/16 фіналу
| Команда 1             | Рахунок | Команда 2             |
| --------------------- | ------- | --------------------- |
| 8 грудня 2012         |         |                       |
| Гвелчмей              | 0:2     | Чепстоу Таун          |
| Монмут Таун           | 2:3     | Бала Таун             |
| Ланрудж Юнайтед       | 0:5     | Вест Енд              |
| Ландадно Джанкшн      | 2:3     | Гейверфордвест Каунті |
| Аван Лідо             | 3:4     | Престатін Таун        |
| Ньютаун               | 2:0     | Кевн Друїдс           |
| Бангор Сіті           | 4:1     | Абердер Таун          |
| Голігед Гостпур       | 1:2     | Кармартен Таун        |
| Нью-Сейнтс            | 3:1 дч  | Конві Боро            |
| Баррі Таун            | 3:1 дч  | Ілай Рейнджерс        |
| Коннаг'с Куей Номандс | 4:2     | Лланеллі              |
| Ейрбас                | 3:0     | Порт-Толбот Таун      |
| Флінт Таун Юнайтед    | 1:0     | Ланідойс Таун         |
| Голівел Таун          | 0:2     | Каерау (Елай)         |
| Аберіствіт Таун       | 2:5     | Ріл                   |
| 5 січня 2013          |         |                       |
| Гойтр                 | 0:2     | Понтардаве Таун       |

## 1/8 фіналу
| Команда 1             | Рахунок         | Команда 2             |
| --------------------- | --------------- | --------------------- |
| 26 січня 2013         |                 |                       |
| Чепстоу Таун          | 3:4             | Гейверфордвест Каунті |
| Коннаг'с Куей Номандс | 0:2             | Бангор Сіті           |
| Кармартен Таун        | 3:2 дч          | Бала Таун             |
| Баррі Таун            | 2:1             | Понтардаве Таун       |
| Престатін Таун        | 2:0             | Вест Енд              |
| 2 лютого 2013         |                 |                       |
| Каерау (Елай)         | 1:3             | Флінт Таун Юнайтед    |
| 5 лютого 2013         |                 |                       |
| Ньютаун               | 1:1 дч пен. 4:5 | Ейрбас                |
| Нью-Сейнтс            | 5:1             | Ріл                   |

## 1/4 фіналу
| Команда 1             | Рахунок | Команда 2      |
| --------------------- | ------- | -------------- |
| 1 березня 2013        |         |                |
| Гейверфордвест Каунті | 0:1     | Нью-Сейнтс     |
| 2 лютого 2013         |         |                |
| Флінт Таун Юнайтед    | 0:2     | Баррі Таун     |
| Кармартен Таун        | 2:3 дч  | Престатін Таун |
| Бангор Сіті           | 1:0     | Ейрбас         |

## 1/2 фіналу
| Команда 1     | Рахунок | Команда 2      |
| ------------- | ------- | -------------- |
| 6 квітня 2013 |         |                |
| Баррі Таун    | 1:2     | Престатін Таун |
| Бангор Сіті   | 1:0     | Нью-Сейнтс     |

## Фінал
| 6 травня 2013 17:00 (EEST) |

| Бангор Сіті        | 1:3 дч   | Престатін Таун                |
| ------------------ | -------- | ----------------------------- |
| Сімм 60' (автогол) | Протокол | Прайс 3' (111) Паркінсон 104' |

| «Рейскорс Граунд», Рексем Глядачів: 1 732 Арбітр: Кевін Морган |